# حلوة رملية
حلوة رملية (الاسم العلمي: Glycine arenaria) هي نوع من نباتات تتبع جنس الحلوة من الفصيلة البقولية.